# Bartosz Pietrzak
Bartosz Pietrzak (ur. 31 października 1950 w Jarocinie) – polski działacz opozycyjny w PRL, członek redakcji pisma Puls.

## Życiorys
W 1973 ukończył studia na Wydziale Elektrycznym Politechniki Łódzkiej, w latach 1973-1977 studiował filozofię na Uniwersytecie Łódzkim, równocześnie pracując zawodowo (początkowo w Miejskim Przedsiębiorstwie Komunikacyjnym w Łodzi (1974-1975), następnie Łódzkich Zakładach Kinotechnicznych Prexer (1977). W grudniu 1975 podpisał jeden z listów protestacyjnych przeciwko zmianom w Konstytucji PRL (tzw. List 300), od 1976 współpracował z Komitetem Obrony Robotników, następnie z Komitetem Samoobrony Społecznej „KOR”. We wrześniu 1977 podpisał deklarację Ruchu Demokratycznego, od października 1977 należał do redakcji pisma Puls, w którym m.in. odpowiadał za przygotowanie zdjęć, w tym samym roku należał także do założycieli Niezależnego Klubu Dyskusyjnego w Łodzi, działającego do 1978. W 1978 został z przyczyn politycznych zwolniony z pracy w Instytucie Techniki Cieplnej i Chłodnictwa Politechniki Łódzkiej, następnie pracował jako drukarz Niezależnej Oficyny Wydawniczej NOWA, ostatecznie znalazł zatrudnienie w łódzkim Instytucie Włókiennictwa.
W 1980 został członkiem Komitetu Założycielskiego NSZZ „Solidarność” w swoim zakładzie pracy, w maju 1981 został delegatem na I Walny Zjazd Delegatów Regionu Ziemia Łódzka. W związku z ogłoszeniem Stanu wojennego był od 13 grudnia 1981 do lipca 1982 internowany, przebywał w zakładzie karnym w Łowiczu. Po zwolnieniu wyemigrował do USA.
W 2008 został odznaczony Krzyżem Oficerskim Orderu Odrodzenia Polski (M.P. z 2009, nr 27, poz. 366) oraz Srebrnym Medalem „Zasłużony Kulturze Gloria Artis”.